# サンバレースキー場
サンバレースキー場 (サンバレースキーじょう)は、長野県下高井郡山ノ内町にあるスキー場である。

## 概要
志賀高原スキー場の中央エリアに位置し、志賀山(標高2035m)の北西麓(標高1500ｍ付近)の法坂と呼ばれる緩斜面に開かれたスキー場である。湯田中方面から車を使って志賀高原のスキー場を訪れる際に、最初に目にするスキー場であり志賀高原スキー場の玄関口となっている。夜に訪れると、長く延びる直線道路の先に壁のように高くそびえる法坂のゲレンデが、ナイター照明によって幻想的に浮かび上がり印象的である。
リフト1路線、コース・ゲレンデ1本、標高1415〜1585m(標高差170m)、コースレベル配分は上級20％、中級60％、初級20％。1本のリフトとこれに並行する上級、中級、初級の3コースで構成される一つのゲレンデという単純なレイアウトとなっている。隣接する丸池スキー場との間は一体のスキー場かのように自然かつ簡単にスキー滑走にて往来することができる。ナイターコースの設備があり、志賀高原スキー場内で最長かつ最大標高差の滑走を楽しめる。リフト運営主体は、志賀高原リゾート開発。
営業期間は12月下旬〜3月下旬まで。
駐車場は、スキー場ベース付近の国道を渡った向かい側にある。
スキー場名の由来は、山ノ内町が1973年(昭和48年)に姉妹都市提携したアメリカ合衆国アイダホ州サンバレー市による。

## コース・ゲレンデ
(滑走延長、平均斜度／最大斜度)

### 初級者コース
- サンバレーCコース（400m、14°／20°）
  - 法坂第1クワッドリフトの降車場から3つに分かれるコースのうち最も右側(スキー場下部から見上げて左側)の緩斜面の林間コース。
  - 中盤でやや傾斜がきつくなるが開放的なのでプレッシャーは少ない。
  - 序盤は丸池スキー場への連絡コースを兼ねる。
- サンバレーメインゲレンデ（450m、10°／20°）
  - サンバレーCコースがサンバレーBコース(中級者コース)と合流する辺りから始まる開放感のある中斜面。
  - 初級者にとっては20°という斜度はやや急ではあるが、開放感があるので数字ほどきつくない。

### 中級者コース
- サンバレーBコース（350m、17°／25°）
  - 法坂第1クワッドリフトの降車場から3つに分かれるコースのうち中央のルート。
  - 序盤は緩斜面、中盤までは適度な中斜面で、3つのコースが一体となる中盤以降は斜度がややきつくなる。
  - コース幅が広く大きなターンで滑るスキーヤーが多いためコブになりにくい。
  - 氷の上に雪が積もった真っ白な琵琶池を眺めながら滑ることができる。
  - 終盤になるに連れ徐々にコース幅が広がり、サンバレーCコースと合流する。

### 上級者コース
- サンバレーAコース（300m、20°／25°）
  - 法坂第1クワッドリフトの降車場から3つに分かれるコースのうち最も左(スキー場下部見上げて右側)の急斜面。
  - かつては、圧雪せずにコブを残した急斜面であったが、現在はグルーミングされているので、コースが荒れていなければ中級者でも滑ることは可能。
- 白熊コース（350m、17°／30°）
  - サンバレーAコースから続くリフト沿いの急斜面。麓に飛び込むような爽快感を味わえる。
  - サンバレーAコースを加えた650mのコースがFIS公認のスラロームバーンに指定されている。

### 廃止されたコース
- サンバレー第3ゲレンデ（400m、12°／15°）
  - サンバレーメインゲレンデの正面にある独立した小高い丘を利用して作られたゲレンデ。
  - 出だしはややコース幅が狭いが、扇状に広がるゲレンデは初級者でも安心して滑ることが出来た。
  - 視界を遮るものがないスタート地点の高台は、長野盆地を眼下に、地平線には北アルプスの稜線の景色を有する志賀高原随一の素晴らしい眺望を備えた展望台であった。

## リフト
(距離、高低差、時間)

### 営業中リフト
- 法坂第1クワッドリフト（518m、170m、2分53秒）
  - サンバレーメインゲレンデの麓から見て右側にかかる高速四人乗り自動循環式チェアリフト（デタッチャブルチェアリフト）。
  - ナイター営業でも利用されている。

### 廃止・休業中リフト
- 法坂第2ペアリフト（284m、80m、2分58秒）
  - 法坂第1クワッドリフトの横に乗車場があり、サンバレーメインゲレンデ中央部を降車場とする二人乗り固定循環式チェアリフト。
  - 主に初級者スキーヤーに愛用されていた。
- 法坂第3リフト（317m、55m、4分04秒）
  - サンバレー第3ゲレンデに併設された一人乗り固定循環式チェアリフト。

### 料金
2020～2021シーズンの中央エリア限定リフト料金(消費税及び地方消費税込み)は以下の通りである。
志賀高原18スキー場共通リフト券については志賀高原スキー場を参照のこと。
| 券種       | 大人  | 小学生以下 | 備考               |
| ---------- | ----- | ---------- | ------------------ |
| 4時間券    | 4,500 | 2,300      | 期間:12/21～3/31。 |
| 1日券      | 5,000 | 2,500      | 期間:12/21～3/31。 |
| 1日券      | 3,900 | 2,000      | 期間:OPEN～12/20   |
| 1日券      | 4,100 | 2,000      | 期間:4/1～CLOSE    |
| ナイター券 | 1,800 | 900        | 19:00～20:30       |

## 施設・サービス

### 飲食施設
ベース付近にある宿泊施設が一般客に対して昼食サービスを実施している。
- 「アプリコット」：「ビワ池ホテル」に併設されたレストラン。自家製パンが自慢。
- レストラン「ぐりーん」：「志賀高原の家グリーン」に併設されたレストラン。定食類が充実。
- レストラン＆バー「サロン・モンルポ」：「ヴィラ・アルペン」に併設されたレストラン。ワインやビール、果実酒などアルコール類が充実。

### 宿泊施設
ゲレンデに面して5件の宿泊施設が営業している。

### 駐車場施設
スキー場ベース付近に宿泊者および日帰り客兼用の大規模駐車場がある。
- サンバレー駐車場(400台)

#### 営業中の宿泊施設
- ビワ池ホテル
- 志賀高原の家グリーン
- 志賀の湯ホテル
- ヴィラ・アルペン
- ホテル志賀サンバレー

#### 廃業・休業中の宿泊施設
- サンライズ法坂（旧志賀セントラルホテル）（2007年廃業）
- あやめホテル

## 交通

### 道路
長野県側の湯田中方面からは、国道292号線の「21号カーブ」手前左側にサンバレー駐車場がある。長電バスのサンバレー停留所が駐車場入口脇にあるため、スキーヤーが駐車場入口付近に並んでいたり道路横断したりしていることがあるので運転手は特に注意が必要。

### 公共交通機関
長野電鉄長野線の湯田中駅前から長電バス奥志賀高原線または白根火山線で「サンバレー」停留所下車、徒歩1分。
東日本旅客鉄道北陸新幹線および信越本線の長野駅東口バス広場、或いは東日本旅客鉄道北陸新幹線および飯山線の飯山駅千曲川口バス広場から長電バス急行志賀高原線で「サンバレー」停留所下車、徒歩1分。